# Serixia rufobasipennis
Serixia rufobasipennis är en skalbaggsart som beskrevs av Stefan von Breuning 1964. Serixia rufobasipennis ingår i släktet Serixia och familjen långhorningar.
Artens utbredningsområde är Laos. Inga underarter finns listade i Catalogue of Life.